# Oncosclera intermedia
Oncosclera intermedia är en svampdjursart som beskrevs av Bonetto och Ezcurra de Drago 1973. Oncosclera intermedia ingår i släktet Oncosclera och familjen Potamolepiidae. Inga underarter finns listade i Catalogue of Life.